# Марокко на літніх Олімпійських іграх 1976
Марокко брала участь в Літніх Олімпійських іграх 1976 року в Монреалі (Канада) вп'яте за свою історію. Збірна країни була на церемонії відкриття, і два спортсмена Марокко виступили у перші дні Олімпіади 18—20 липня 1976 року, але потім Марокко приєдналася до бойкоту Олімпіади африканськими країнами через виступ на Олімпіаді збірної Нової Зеландії, що підтримувала спортивні зв'язки з Південно-Африканською Республікою, яка проводила політику апартеїду.